# Drehherz

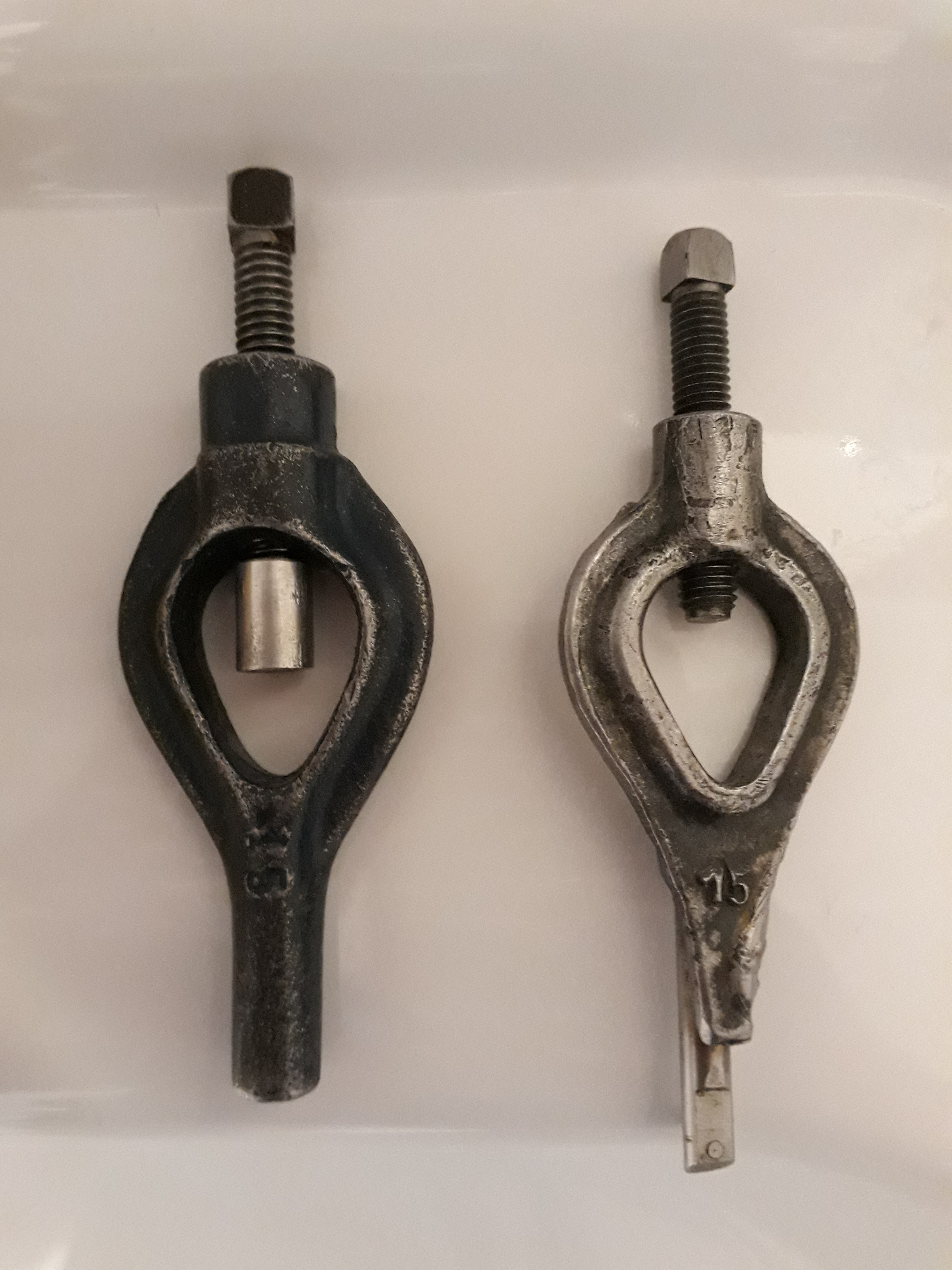
Drehherzen aus Stahl

Ein Drehherz ist ein Werkzeug zur Übertragung der Schnittkraft bei mechanischen Fertigungsverfahren (z. B. Drehen oder Rundschleifen).

## Funktion
Wenn ein Drehteil (Welle) Zwischen Spitzen mit hoher Rundlaufgenauigkeit gefertigt werden soll, wird das Drehherz an der Welle befestigt, um die Schnittkraft auf die Welle zu übertragen. Das ist nötig, wenn keine andere Art der Werkstückspannung mit Drehspannbacken oder Stirnmitnehmer möglich ist. Der Kraftschluss entsteht durch einen Stift am Spindelflansch oder einer Mitnehmerscheibe. Ein weiterer Anwendungsfall ist das Kegeldrehen mit Verschiebung des Reitstocks in X-Richtung.

## Voraussetzung
Am Drehteil muss zur Aufnahme beidseitig eine Zentrierbohrung mit oder ohne Schutzsenkung angebracht werden. Im Reitstock muss eine mitlaufende Kegelspitze montiert sein.

## Unfallgefahr
Offen laufende Drehherzen mit hervorstehenden Teilen bergen eine große Unfallgefahr, z. B. durch das Erfassen von Kleidungsstücken oder offenen langen Haaren. Drehherzen sollten daher grundsätzlich glatt- und rundlaufend gestaltet oder durch Anbringen eines Schutzringes gesichert werden. Neue Drehherzen sind rotationssymmetrisch ausgeführt.